# Sindangwangi (Padaherang)
Sindangwangi is een bestuurslaag in het regentschap Ciamis van de provincie West-Java, Indonesië. Sindangwangi telt 3947 inwoners (volkstelling 2010).